# Zsuzsa Gláser
Zsuzsa Gláser (* 23. April 1958 in Budapest) ist eine ungarische Badmintonspielerin. 

## Karriere
Zsuzsa Gláser gewann von 1972 bis 1976 sieben nationale Juniorentitel in Ungarn, bevor sie 1978 das erste Mal bei den Erwachsenen erfolgreich war. Weitere Titelgewinne folgten 1979 und 1980.

## Sportliche Erfolge
| Saison | Veranstaltung                              | Disziplin   | Platz | Name                             |
| ------ | ------------------------------------------ | ----------- | ----- | -------------------------------- |
| 1972   | Ungarn: Einzelmeisterschaften der Junioren | Damendoppel | 1     | Zsuzsa Szabados / Zsuzsa Gláser  |
| 1973   | Ungarn: Einzelmeisterschaften der Junioren | Mixed       | 1     | Imre Bereknyei / Zsuzsa Gláser   |
| 1973   | Ungarn: Einzelmeisterschaften der Junioren | Damendoppel | 1     | Zsuzsa Szabados / Zsuzsa Gláser  |
| 1974   | Ungarn: Einzelmeisterschaften der Junioren | Dameneinzel | 1     | Zsuzsa Gláser                    |
| 1974   | Ungarn: Einzelmeisterschaften der Junioren | Damendoppel | 1     | Zsuzsa Szabados / Zsuzsa Gláser  |
| 1976   | Ungarn: Einzelmeisterschaften der Junioren | Mixed       | 1     | István Englert / Zsuzsa Gláser   |
| 1976   | Ungarn: Einzelmeisterschaften der Junioren | Damendoppel | 1     | Andrea Legerszky / Zsuzsa Gláser |
| 1978   | Ungarn: Einzelmeisterschaften              | Damendoppel | 1     | Zsuzsa Gláser / Andrea Legerszki |
| 1979   | Ungarn: Einzelmeisterschaften              | Dameneinzel | 1     | Zsuzsa Gláser                    |
| 1980   | Ungarn: Einzelmeisterschaften              | Damendoppel | 1     | Zsuzsa Gláser / Andrea Legerszki |

## Referenzen
- Ki kicsoda a magyar sportéletben? Band 1 (A–H). Szekszárd, Babits Kiadó, 1994. ISBN 963-7806-90-3

| Personendaten    | Personendaten                 |
| ---------------- | ----------------------------- |
| NAME             | Gláser, Zsuzsa                |
| KURZBESCHREIBUNG | ungarische Badmintonspielerin |
| GEBURTSDATUM     | 23. April 1958                |
| GEBURTSORT       | Budapest                      |